# Solella de la Noguera
La Solella de la Noguera és una solana del terme municipal de Castellterçol, a la comarca del Moianès.
És a l'extrem sud-oriental del terme, prop del termenal amb Castellcir i Sant Quirze Safaja, al sud-est de la masia de la Noguera, a la qual pertany. Es troba a l'esquerra de la riera de Sant Quirze, a llevant de la carretera C-59 entre el punt quilomètric 28,5 i el 29,5.